# Konklawe 1769
Konklawe 15 lutego – 19 maja 1769 – konklawe, które wyniosło na tron papieski Klemensa XIV.

## Śmierć Klemensa XIII. Kwestia jezuicka
Klemens XIII zmarł na zawał serca 2 lutego 1769 w przeddzień konsystorza, na którym miała być omawiana kwestia kasaty zakonu jezuitów. Stolica Apostolska już od kilku lat poddawana była ostrym naciskom ze strony katolickich dworów (zwł. monarchii burbońskich) na zniesienie tego zakonu, uchodzącego za podporę papiestwa. W 1759 wygnano jezuitów z Portugalii, 1762 – z Francji, 1767 – z Hiszpanii, 1768 – z królestwa Sycylii i Neapolu oraz księstwa Parmy i Piacenzy. Klemens XIII bronił Towarzystwa Jezusowego (m.in. w bulli „Apostolicum pascendi” z 7 stycznia 1765), był jednak pod coraz większą presją. Aby wymusić dekret o kasacie, w styczniu 1769 Francja zajęła posiadłości papieskie wokół Awinionu, a Hiszpanie i Neapolitańczycy – Benewent i Pontecorvo.

## Lista uczestników
W 1769 roku Święte Kolegium liczyło 57 kardynałów. W konklawe wzięło udział 46 z nich:
- Carlo Alberto Guidobono Cavalchini (nominacja kardynalska 9 września 1743) – kardynał biskup Ostia e Velletri; dziekan Świętego Kolegium Kardynałów; prodatariusz Jego Świątobliwości; prefekt Świętej Kongregacji ds. Biskupów i Zakonników; komendatariusz opactwa terytorialnego Chiusa di S. Michele
- Federico Marcello Lante (9 września 1743) – kardynał biskup Porto e Santa Rufina; subdziekan Świętego Kolegium Kardynałów; prefekt Świętej Kongregacji Dobrego Rządu; komendatariusz opactwa terytorialnego Farfa; gubernator Bagnoregio
- Giovanni Francesco Albani (10 kwietnia 1747) – kardynał biskup Sabiny; protektor Polski
- Henry Benedict Stuart (3 lipca 1747) – kardynał biskup Frascati; komendatariusz kościoła prezbiterialnego S. Lorenzo in Damaso; wicekanclerz Świętego Kościoła Rzymskiego; archiprezbiter bazyliki watykańskiej; prefekt Fabryki Świętego Piotra
- Fabrizio Serbelloni (26 listopada 1753) – kardynał biskup Albano
- Giovanni Francesco Stoppani (26 listopada 1753) – kardynał biskup Palestriny; prefekt ds. ekonomicznych Świętej Kongregacji Rozkrzewiania Wiary
- Giuseppe Pozzobonelli (9 września 1743) – kardynał prezbiter S. Maria sopra Minerva; arcybiskup Mediolanu
- Carlo Vittorio Amadeo della Lanze (10 kwietnia 1747) – kardynał prezbiter S. Prassede; tytularny arcybiskup Nikozji; Wielki Jałmużnik Królestwa Sardynii; komendatariusz opactwa terytorialnego S. Benigno di Fruttuaria
- Vincenzo Malvezzi Bonfioli (26 listopada 1753) – kardynał prezbiter Ss. Marcellino e Pietro; arcybiskup Bolonii
- Antonio Sersale (22 kwietnia 1754) – kardynał prezbiter S. Pudenziana; arcybiskup Neapolu
- Francisco de Solís Folch de Cardona (5 kwietnia 1756) – kardynał prezbiter bez tytułu; arcybiskup Sewilli
- Paul d’Albert de Luynes (5 kwietnia 1756) – kardynał prezbiter S. Tommaso in Parione; arcybiskup Sens; komendatariusz opactwa terytorialnego Saint-Pierre-de-Corbie
- Carlo Rezzonico (11 września 1758) – kardynał prezbiter S. Clemente; kamerling Świętego Kościoła Rzymskiego; sekretarz ds. Memoriałów; komendatariusz opactwa terytorialnego Grottaferrata
- Antonio Maria Priuli (2 października 1758) – kardynał prezbiter S. Marco; biskup Padwy
- Ferdinando Maria de Rossi (24 września 1759) – kardynał prezbiter S. Cecilia; prefekt Świętej Kongregacji ds. Soboru Trydenckiego
- Girolamo Spinola (24 września 1759) – kardynał prezbiter S. Balbina; legat apostolski w Ferrarze
- Giuseppe Maria Castelli (24 września 1759) – kardynał prezbiter S. Alessio; prefekt generalny Świętej Kongregacji Rozkrzewiania Wiary
- Gaetano Fantuzzi (24 września 1759) – kardynał prezbiter S. Pietro in Vincoli; prefekt Świętej Kongregacji ds. Kościelnych Immunitetów
- Pietro Girolamo Guglielmi (24 września 1759) – kardynał prezbiter SS. Trinita al Monte Pincio; prefekt Świętej Kongregacji ds. Dyscypliny Zakonnej; kamerling Świętego Kolegium Kardynałów
- Pietro Paolo Conti (24 września 1759) – kardynał prezbiter S. Stefano al Monte Celio
- Lorenzo Ganganelli OFMConv (24 września 1759) – kardynał prezbiter Ss. XII Apostoli
- Marcantonio Colonna (24 września 1759) – kardynał prezbiter S. Maria della Pace; tytularny arcybiskup Koryntu; wikariusz generalny diecezji rzymskiej; prefekt Świętej Kongregacji ds. Rezydencji Biskupów; archiprezbiter bazyliki liberiańskiej
- Buenaventura de Córdoba Espínola de la Cerda (23 listopada 1761) – kardynał prezbiter bez tytułu; patriarcha Indii Zachodnich; wikariusz generalny hiszpańskiej armii i floty
- Giovanni Molino (23 listopada 1761) – kardynał prezbiter bez tytułu; biskup Brescii
- Simone Buonaccorsi (18 lipca 1763) – kardynał prezbiter S. Giovanni a Porta Latina
- Giovanni Ottavio Bufalini (21 lipca 1766) – kardynał prezbiter S. Maria degli Angeli; arcybiskup Ankony
- Giovanni Carlo Boschi (21 lipca 1766) – kardynał prezbiter Ss. Giovanni e Paolo; penitencjariusz większy; prefekt Świętej Kongregacji ds. Korekty Ksiąg Obrządków Wschodnich
- Ludovico Calini (26 września 1766) – kardynał prezbiter S. Anastasia; prefekt Świętej Kongregacji ds. Odpustów i Świętych Relikwii
- Antonio Branciforte Colonna (26 września 1766) – kardynał prezbiter S. Maria in Via
- Lazzaro Opizio Pallavicini (26 września 1766) – kardynał prezbiter Ss. Nereo ed Achilleo; legat apostolski w Bolonii
- Vitaliano Borromeo (26 września 1766) – kardynał prezbiter S. Maria in Aracoeli; legat apostolski w Romanii
- Pietro Colonna Pamphili (26 września 1766) – kardynał prezbiter S. Maria in Trastevere; komendatariusz opactwa terytorialnego Tre Fontane
- Urbano Paracciani Rutili (26 września 1766) – kardynał prezbiter S. Callisto; arcybiskup Fermo
- Filippo Maria Pirelli (26 września 1766) – kardynał prezbiter S. Crisogono
- Alessandro Albani OSIoHieros (16 lipca 1721) – kardynał diakon S. Maria in Via Lata; komendatariusz diakonii S. Maria in Cosmedin; protodiakon Świętego Kolegium Kardynałów; bibliotekarz Świętego Kościoła Rzymskiego; protektor Rzeszy Niemieckiej, Austrii i królestwa Sardynii; ambasador Austrii wobec Stolicy Apostolskiej; prefekt Świętej Kongregacji ds. Wód, Bagien Pontyjskich i Doliny Chiana; komendatariusz opactw terytorialnych Staffarda i Nonantola
- Neri Maria Corsini (14 sierpnia 1730) – kardynał diakon S. Eustachio; archiprezbiter bazyliki laterańskiej; sekretarz Świętej Kongregacji Rzymskiej i Powszechnej Inkwizycji; prefekt Trybunału Apostolskiej Sygnatury Sprawiedliwości; protektor Portugalii
- Domenico Orsini d’Aragona (9 września 1743) – kardynał diakon S. Maria ad Martyres; protektor królestwa Obojga Sycylii; minister pełnomocny króla Ferdynanda Sycylijskiego przy Stolicy Apostolskiej
- Flavio Chigi (26 listopada 1753) – kardynał diakon S. Maria in Portico; prefekt Świętej Kongregacji ds. Obrzędów
- Luigi Maria Torregiani (26 listopada 1753) – kardynał diakon S. Agata in Suburra; sekretarz stanu Stolicy Apostolskiej; prefekt Świętej Konsulty; prefekt Świętej Kongregacji ds. Awinionu; prefekt Świętej Kongregacji ds. Sanktuarium w Loreto
- François-Joachim de Pierre de Bernis (2 października 1758) – kardynał diakon bez tytułu; protektor Francji; arcybiskup Albi
- Giovanni Costanzio Caracciolo (24 września 1759) – kardynał diakon S. Cesareo in Palatio; prefekt Trybunału Apostolskiej Sygnatury Łaski
- Nicola Perrelli (24 września 1759) – kardynał diakon S. Giorgio in Velabro
- Andrea Corsini (24 września 1759) – kardynał diakon S. Angelo in Pescheria
- Andrea Negroni (18 lipca 1763) – kardynał diakon Ss. Vito e Modesto; sekretarz ds. Brewe Apostolskich
- Saverio Canali (26 września 1766) – kardynał diakon S. Maria della Scala; komendatariusz opactwa terytorialnego Subiaco
- Benedetto Veterani (26 września 1766) – kardynał diakon Ss. Cosma e Damiano; prefekt Świętej Kongregacji Indeksu

29 elektorów zostało nominowanych przez Klemensa XIII, a 15 przez Benedykta XIV. Alessandro Albani dostał kapelusz kardynalski od Innocentego XIII, a Neri Maria Corsini od Klemensa XII.

### Nieobecni
Czterej kardynałowie francuscy, trzej niemieccy, dwaj włoscy, jeden portugalski i jeden hiszpański usprawiedliwiło swoją nieobecność zaawansowanym wiekiem, złym stanem zdrowia lub dużą odległością od Rzymu:
- Giacomo Oddi (9 września 1743) – kardynał prezbiter S. Lorenzo in Lucina; protoprezbiter Świętego Kolegium Kardynałów; arcybiskup Viterbo e Toscanella
- Carlo Francesco Durini (26 listopada 1753) – kardynał prezbiter Ss. IV Coronati; arcybiskup Pawii
- Luis Antonio Fernández de Córdoba Portocarrero (18 grudnia 1754) – kardynał prezbiter bez tytułu; arcybiskup Toledo, prymas Hiszpanii
- Etienne-René Potier de Gesvres (5 kwietnia 1756) – kardynał prezbiter S. Agnese fuori le mura; biskup Beauvais
- Franz Konrad Casimir von Rodt (5 kwietnia 1756) – kardynał prezbiter S. Maria del Popolo; biskup Konstancji
- Francisco de Saldanha da Gama (5 kwietnia 1756) – kardynał prezbiter bez tytułu; patriarcha Lizbony; pierwszy kapelan i jałmużnik Królestwa Portugalii
- Franz Christoph Freiherr von Hutten zu Stolzenfels (23 listopada 1761) – kardynał prezbiter bez tytułu; biskup Spiry
- Christoph Anton von Migazzi (23 listopada 1761) – kardynał prezbiter bez tytułu; arcybiskup Wiednia; administrator diecezji Vacz
- Antoine Clairiard de Choiseul de Beaupré (23 listopada 1761) – kardynał prezbiter bez tytułu; arcybiskup Besançon
- Jean-François-Joseph Rochechouart (23 listopada 1761) – kardynał prezbiter S. Eusebio; biskup Laon
- Louis-César-Constantine de Rohan-Guéménée (23 listopada 1761) – kardynał prezbiter bez tytułu; biskup Strasbourga

Sześciu nieobecnych mianował Benedykt XIV, pięciu Klemens XIII.

## Podziały frakcyjne
Konklawe 1769 zostało w całości zdominowane przez problem jezuicki. Kardynałowie dzielili się na partię projezuicką (tzw. Gorliwi) i antyjezuicką (kardynałowie koron). Ta pierwsza była znacznie liczniejsza, nie na tyle jednak, by móc przeforsować samodzielnie własnego kandydata:
- Zelanti (Gorliwi) – zwolennicy jezuitów. Trzon tej partii tworzyli kardynałowie Rezzonico (lider), Torregiani, Castelli, Buonaccorsi, Chigi, Boschi, Gian Francesco Albani, Alessandro Albani, Bufalini, Rossi i Fantuzzi. Zaliczano do niej również bardziej umiarkowanych kardynałów Caliniego, Veteraniego, Molino, Priuli, Lanze, Spinolę, Paraccianiego, Borromeo, Stoppaniego, Serbelloniego, Canale, Negroniego, Pamphiliego, Cavalchiniego i Contiego.
- Partia Koron – tworzyło ją dziesięciu kardynałów, poddanych Francji, Hiszpanii i Neapolu: Bernis, Luynes, Solis, La Cerda, Orsini, Sersale, Perelli, Caracciolo, Pirelli i Branciforte. Liderem tej partii w pierwszej fazie konklawe był Orsini, następnie Bernis i ostatecznie Solis.
- neutralni – dziesięciu kardynałów zajmowało pozycje neutralne, ale bliższe raczej stronnictwu Koron: Stuart, Lante, Neri Corsini, Andrea Corsini, Ganganelli, Guglielmi, Malvezzi, Pallavicini, Pozzobonelli, a także Colonna, który mimo sympatii do Zelantów miał pewne zobowiązania wobec dworu neapolitańskiego. Pozzobonelli był oficjalnym przedstawicielem Wiednia.

## Kandydaci na papieża
Nie było wyraźnego faworyta konklawe. Przedstawiciele Francji, Hiszpanii i Neapolu rozważali szanse praktycznie wszystkich elektorów pochodzenia włoskiego. Spośród nich wykluczonych zostało kilku powiązanych z zagranicznymi dworami (Orsini), zbyt starych (Cavalchini, Neri Corsini, Conti) lub zbyt młodych (w wieku poniżej 50 lat), co w rezultacie dawało liczbę około 30 potencjalnych kandydatów.
Ambasadorowie i protektorzy Francji, Hiszpanii i Neapolu mieli instrukcje nakazujące blokowanie wszystkich projezuickich kandydatur, a Hiszpanie domagali się wręcz podpisania kapitulacji wyborczej, zobowiązującej elekta do kasaty zakonu. Dwory Burbońskie przygotowały dla swoich przedstawicieli listy kandydatów możliwych do zaakceptowania oraz tych, do których wyboru należy za wszelką cenę nie dopuścić. Hiszpanie i Neapolitańczycy sklasyfikowali jako „bardzo dobrych” jedenastu kardynałów, jednak po konsultacjach z Francuzami zostało w tej kategorii tylko trzech: Sersale, Ganganelli i Pirelli, choć kilku (m.in. 86-letniego Cavalchiniego) skreślono z niej wyłącznie ze względu na wiek. W toku konklawe lista ta kilkakrotnie ulegała modyfikacji. Za wszelką cenę natomiast Burbonowie wykluczali kandydatury Rezzonico, Torregianiego, Buonaccorsiego, Castelliego, Chigiego i Boschiego.

## Konklawe
Konklawe rozpoczęło się 15 lutego mszą do Ducha Świętego celebrowaną przez subdziekana Federico Lante, z udziałem 26 kardynałów. W pierwszym głosowaniu 16 lutego wzięło udział jedynie 28 kardynałów. 21 lutego dotarł kardynał Lanze, 2 marca Paracciani, 5 marca Bufalini, 13 marca Caracciolo, 15 marca Malvezzi, 16 marca Spinola, 17 marca Priuli, 20 marca Luynes i Pallavicini, 21 marca Sersale, 25 marca Bernis, a 31 marca Conti. 5 kwietnia do grona elektorów dołączyli dziekan Cavalchini oraz kardynał Molino, 7 kwietnia Branciforte, 15 kwietnia Pozzobonelli, 27 kwietnia de la Cerda, a 30 kwietnia Solis de Cardona. 6 maja konklawe opuścił kardynał Lante, ale powrócił rankiem 19 maja. W ostatnim głosowaniu wzięło udział 46 kardynałów.
Od samego początku ambasadorowie mocarstw obawiali się, że Gorliwi, korzystając ze swej przewagi liczebnej, wybiorą papieża przed przybyciem kardynałów francuskich i hiszpańskich. Powiadano, że Gorliwi już 19 lub 20 lutego zamierzają doprowadzić do wyboru Flavio Chigiego. Ambasadorowie grozili kardynałom, że w takim wypadku wyjadą z Rzymu, a ich rządy mogą odmówić uznania nowego papieża. Obawy te jednak nie sprawdziły się. Kardynał Domenico Orsini, przywódca partii Koron w pierwszych dniach, zdołał zebrać wystarczającą grupę zdolną do blokowania przedwczesnej elekcji. Ponadto większość obecnych kardynałów była przeciwna takiemu krokowi i zgodziła się oczekiwać na kardynałów z Francji i Hiszpanii. Dzięki tym ustaleniom przez pierwsze dwa miesiące na konklawe nie działo się praktycznie nic istotnego.
Wydarzeniem bez precedensu była marcowa wizyta cesarza Józefa II Habsburga. 15 marca cesarz został wpuszczony na konklawe i przez dwa tygodnie dyskutował z obecnymi tam kardynałami. Nie wywierał na nich żadnych nacisków, ograniczając się do wyrażenia życzenia, by wybrano papieża zdolnego wykonywać swą władzę doczesną z należnym szacunkiem dla książąt, sam fakt był jednak bardzo znamienny. Austria była jedynym mocarstwem, które nie dążyło do kasaty jezuitów, ale nie zamierzała podejmować żadnych działań na rzecz ratowania tego zakonu.
Konieczność oczekiwania na zagranicznych kardynałów skazywała elektorów na wiele tygodni faktycznej bezczynności. Dopiero pod koniec marca przybył kardynał de Bernis, przedstawiciel Francji, a na Hiszpanów trzeba było czekać jeszcze miesiąc dłużej. Do czasu przybycia Hiszpanów głosowania odbywały się regularnie, ale miały raczej charakter „sondażowy” i służyły sprawdzeniu, jacy kandydaci w ogóle mają szanse. Pierwszym poważnym kandydatem był Fantuzzi, zaproponowany przez Gorliwych. Przedstawiciele Koron długo wahali się, jak ustosunkować się do tej kandydatury (popierali go m.in. Neri i Andrea Corsini), ale ostatecznie Orsini i Bernis pod koniec marca opowiedzieli się przeciwko niej. Fantuzzi, chcąc uniknąć oficjalnego weta przeciwko sobie, sam zadeklarował rezygnację z kandydowania. Następnie Zelanti wysunęli Marcantonio Colonnę, który nie miał jednak realnych szans z uwagi na zbyt młody wiek (niespełna 45 lat), choć do końca otrzymywał całkiem pokaźną liczbę głosów. W drugiej połowie kwietnia wysunięto kandydaturę kardynała Pozzobonelliego, który mógł liczyć na poparcie w obu wrogich sobie obozach. Pozzobonelli został jednak mianowany przez cesarza jego oficjalnym przedstawicielem na konklawe, co znacznie skomplikowało jego pozycję jako kandydata na papieża. Ostatecznie odmowa poparcia ze strony Francji i Hiszpanii zadecydowały o niepowodzeniu tej kandydatury. Innym rozważanym kandydatem był Stoppani. Gorliwi jednak ostatecznie odmówili mu poparcia, gdy okazało się, że sprzyja mu frakcja burbońska. Podobny los spotkał dwóch głównych kandydatów Francji i Hiszpanii, tj. Sersale i Cavalchiniego.
Bernis i Orsini przez cały ten okres byli w stałym kontakcie ze swoimi ambasadorami i ministrami: Henri-Josephem d’Aubeterre, Tomasem Azpuru i Étienne-François de Choiseul, a także z ministrami swych rządów. Ambasadorowie naciskali na nich, aby żądali od kandydatów złożenia obietnicy rozwiązania zakonu jezuitów. De Bernis, podobnie jak Orsini i Luynes, odrzucali te sugestie, tłumacząc, że byłoby to sprzeczne z prawem kanonicznym.
Pod koniec kwietnia przybyli wreszcie długo oczekiwani kardynałowie hiszpańscy Solis i La Cerda, co umożliwiło rozpoczęcie na serio obrad konklawe i zarazem stanowiło punkt zwrotny, gdyż Hiszpanie, mający mniej skrupułów niż de Bernis, niemal od razu przejęli inicjatywę. Francisco Solis, przekonawszy się o niemożności wyboru Sersale ani Cavalchiniego, w połowie maja zwrócił uwagę elektorów na jedynego zakonnika w Świętym Kolegium, franciszkanina Lorenzo Ganganelli. Otrzymał on kapelusz kardynalski w 1759 dzięki protekcji generała jezuitów Lorenzo Ricci, w następnych latach jednak dystansował się od Towarzystwa Jezusowego. Sondowany przez Hiszpanów Ganganelli oświadczył, że zgodnie z prawem kanonicznym papież może rozwiązać każdy zakon, a więc także jezuicki, i zarazem zadeklarował, że uczyni wszystko, by utrzymać dobre stosunki z mocarstwami katolickimi. W tym stanie rzeczy Hiszpanie i Francuzi nie wahali się już dłużej i udzielili mu poparcia. Wkrótce okazało się, że również większość Gorliwych sprzyja Ganganelliemu, uważając go za kandydata neutralnego, a nawet sympatyzującego z jezuitami. Rezzonico początkowo skłaniał się ku Pozzobonelliemu, ale ostatecznie członkowie jego własnej partii namówili go do głosowania na franciszkanina.

### Wyniki głosowań
Wyniki głównych kandydatów w głosowaniach między 27 kwietnia a 18 maja – po zsumowaniu wyników ze scrutinium i akcesu – były następujące:
- 27 kwietnia – Fantuzzi – 10; Colonna – 9; Pozzobonelli – 6; Stoppani – 5; Ganganelli – 5
- 28 kwietnia – Fantuzzi – 9; Colonna – 9; Pozzobonelli – 7; Stoppani – 6; Ganganelli – 4
- 29 kwietnia – Colonna – 11; Fantuzzi – 8; Stoppani – 5; Pozzobonelli – 4; Ganganelli – 4
- 30 kwietnia – Colonna – 11; Fantuzzi – 8; Stoppani – 5; Pozzobonelli – 4; Ganganelli – 4
- 1 maja – Colonna – 11; Fantuzzi – 9; Stoppani – 4; Pozzobonelli – 4; Ganganelli – 4
- 2 maja – Colonna – 11; Fantuzzi – 9; Stoppani – 4; Pozzobonelli – 4; Ganganelli – 4
- 3 maja – Colonna – 9; Fantuzzi – 9; Stoppani – 5; Pozzobonelli – 4; Ganganelli – 4
- 4 maja – Colonna – 10; Fantuzzi – 9; Stoppani – 4; Ganganelli – 4; Pozzobonelli – 2
- 5 maja – Fantuzzi – 10; Colonna – 9; Stoppani – 4; Ganganelli – 4; Pozzobonelli – 3
- 6 maja – Fantuzzi – 11; Stoppani – 7; Colonna – 6; Ganganelli – 4; Pozzobonelli – 4
- 7 maja – Colonna – 8; Fantuzzi – 7; Stoppani – 6; Ganganelli – 4; Pozzobonelli – 4
- 8 maja – Colonna – 9; Stoppani – 6; Fantuzzi – 5; Ganganelli – 4; Pozzobonelli – 3
- 9 maja – Colonna – 11; Stoppani – 6; Fantuzzi – 5; Pozzobonelli – 4; Ganganelli – 3
- 10 maja – Colonna – 11; Stoppani – 7; Pozzobonelli – 5; Fantuzzi – 4; Ganganelli – 4
- 11 maja – Colonna – 11; Pozzobonelli – 6; Stoppani – 5; Ganganelli – 5; Fantuzzi – 3
- 12 maja – Colonna – 11; Pozzobonelli – 6; Stoppani – 6; Ganganelli – 6; Fantuzzi – 5
- 13 maja – Colonna – 13; Stoppani – 7; Pozzobonelli – 6; Ganganelli – 5; Fantuzzi – 5
- 14 maja – Colonna – 11; Ganganelli – 10; Pozzobonelli – 9; Stoppani – 8; Fantuzzi – 4
- 15 maja – Colonna – 11; Stoppani – 11; Ganganelli – 10; Pozzobonelli – 9; Fantuzzi – 5
- 16 maja – Colonna – 11; Ganganelli – 10; Pozzobonelli – 8; Stoppani – 8; Fantuzzi – 4
- 17 maja – Colonna – 12; Pozzobonelli – 12; Ganganelli – 10; Stoppani – 5; Fantuzzi – 1
- 18 maja – Ganganelli – 19; Colonna – 13; Pozzobonelli – 11; Stoppani – 6; Fantuzzi – 1

### Wybór Klemensa XIV
W głosowaniu 19 maja 1769 Lorenzo Ganganelli otrzymał 45 głosów, tj. głosy wszystkich elektorów z wyjątkiem własnego, który oddał na bratanka zmarłego papieża, kamerlinga Carlo Rezzonico. Dla upamiętnienia Klemensa XIII, który mianował go kardynałem, przybrał imię Klemens XIV. 28 maja przyjął sakrę biskupią z rąk Federico Marcello Lante, kardynała biskupa Porto e Santa Rufina i subdziekana  Kolegium Kardynałów, a 4 czerwca został uroczyście koronowany przez protodiakona Alessandro Albaniego.

## Uzupełniające źródła internetowe
- S. Miranda: lista uczestników konklawe 1769
- The Triple Crown
- Sede Vacante 1769
- „Clement XIV and the Jesuits” in: E. Littell: Littell’s Living Age, vol. XVIII, E. Littell & Company, Boston 1848